# 英蘊
宗室英蘊（1810年—1881年）、英蘊，鑲白旗滿洲人，清朝宗室，遠支宗室第三族載字輩，清朝政治人物。

## 生平
道光十七年，任三等侍衛，道光二十年，委侍衛班領。道光二十七年，任二等侍衛。道光三十年，任頭等侍衛。咸豐四年，任岫巖城守尉、副都統銜，改塔爾巴哈臺領隊大臣。咸豐七年，任伊犁領隊大臣。咸豐八年，改葉爾羌幫辦大臣。咸豐九年，任葉爾羌參贊大臣。咸豐十一年，赴喀什噶爾辦理俄夷通商事宜。同治元年，革職發往盛京效力贖罪。因母在肅州捐銀四千兩請釋回，后回京。

## 家族
- 八世祖皇太極
- 七世祖肅武親王豪格
- 六世祖顯懿親王富綬
- 五世祖顯密親王丹臻
- 高祖衍潢，封奉國將軍
- 曾祖寶銘，封奉恩將軍
- 祖父純裕，封奉恩將軍
- 父祥璧，封奉恩將軍

母瓜爾佳氏
===兄弟===　
- - 明秀
  - 靈秀
  - 隆秀
  - 連若

### 妻室
- 嫡妻伊爾根覺羅氏，副都統慶廉之女。
- 继妻郭佳氏，文興之女，正黄旗满洲阿尔泰 (清朝大臣)同族（堂姊郭佳氏，嫁正紅旗漢軍道光甲辰科舉人曹氏貴林）。
- 妾李氏，李順之女。

### 子嗣
- 長子崇謙。
- 二子崇壽，繼郭佳氏所生，官至工部左侍郎。娶他塔喇氏，廣州將軍長善之女、陕甘总督裕泰孫女、恪順皇貴妃堂姊。
- 三子崇啟，繼郭佳氏所生。娶沙濟富察氏慧貞，正紅旗漢軍副都統本謙之女、理藩院右侍郎慶敏孫女。
- 四子崇麒。